# 길라르차
길라르차(Ghilarza, 사르데냐어: Ilàrtzi)는 이탈리아 사르데냐주의 오리스타노도에 있는 코무네이다. 칼리아리에서 북쪽으로 약 100 킬로미터 (62 mi), 오리스타노에서 북동쪽으로 약 30 킬로미터 (19 mi) 떨어져 있다.
정치 철학자이자 이탈리아 공산당의 창립자인 안토니오 그람시는 1897년부터 1908년까지 길라르차에서 가족과 함께 살았다.
미국 우주비행사 월리 시라의 조상들은 스위스와 미국으로 이주하기 전 길라르차 출신이었다.
이 마을의 명소로는 흑백 트라카이트로 된 13세기 로마네스크 건축 양식의 산 팔메리오 교회와 15세기 아라곤 탑이 있다.

## 역사
이 마을의 기초는 누라기 시대로 거슬러 올라간다. 길라르차는 이후 페니키아인, 고대 로마인, 동로마 제국의 지배를 받았다. 중세 시대에는 아르보레아 주디카토의 일부였는데, 이는 비잔티움으로부터 실질적인 독립을 얻은 사르데냐 왕국 중 하나였다.